# Три нариси з теорії сексуальності
Три нариси з теорії сексуальності (нім. Drei Abhandlungen zur Sexualtheorie) — це робота Зиґмунда Фройда, спочатку опублікована в 1905 році, яка складається з трьох різних томів, в яких автор описує свою теорію сексуальності, починаючи з раннього дитячого розвитку.
Праця, що спочатку складалася з 80 сторінок, у наступні роки зазнавала постійного доопрацювання самим автором, завершившись шостим виданням (1925 р.) обсягом 120 сторінок внаслідок безперервного збагачення та оновлення її змісту.

## Зміст
Три нариси з сексуальної теорії складається з трьох розділів, присвячених, відповідно, сексуальним абераціям, інфантильній сексуальності і, нарешті, трансформаціям статевого дозрівання.

### Сексуальні аберації
Сексуальний потяг, керований лібідо, зазвичай має тенденцію виливатися на «об'єкт», представлений людиною протилежної статі, для того, щоб досягти «мети», яка полягає у з'єднанні відповідних статевих органів (коїтус). Фрейд розрізняє різні сексуальні відхилення, посилаючись на дві основні категорії: відхилення, які стосуються сексуального об'єкта, і відхилення, які стосуються сексуальної мети. До першої категорії відносяться інверсія, яка має своїм об'єктом представника своєї статі, педофілія, при якій сексуальним об'єктом є дитина, і девіації, що мають своїм об'єктом тварин. Автор зазначає, що інвертованих осіб не можна вважати «дегенератами» в суто патологічному розумінні цього терміна, оскільки вони, як правило, не виявляють інших серйозних відхилень від норми і є особами, працездатність яких залишається незмінною. Інверсія також зустрічається у людей, які відзначилися своєю освіченістю та інтелектуальним розвитком, на додаток до їх престижної ролі серед більш розвинених стародавніх народів.
Відхилення від сексуальної мети стосуються збочень, тобто сукупності сексуальних дій, які не завершуються статевим актом. Такі дії зазвичай є частиною сексуальної прелюдії, а також уподібнення певних слизових оболонок, наприклад, рота та ануса, до справжніх статевих органів. До цілеспрямованих девіацій відносяться також фетишизм, ексгібіціонізм і скопофілія (вуайєризм), садизм і мазохізм.
Говорячи про розмежування між простою варіацією і хворобою, Фрейд зазначає: «Можна сказати, що немає жодної здорової людини, яка б не додавала до нормальної сексуальної мети якийсь елемент, який можна назвати збоченим; і універсальності одного цього факту достатньо, щоб ми зрозуміли, наскільки недоречним є використання слова „збочення“ як осудливого терміна». "Він розпізнає в характеристиках винятковості та фіксованості ознаки, які відрізняють реальний патологічний стан.

### Дитяча сексуальність
Фрейд простежує появу перших сексуальних інстинктів у дуже ранньому дитинстві, критикуючи легковажність і наближеність, з якою до цього часу розглядалася тема інфантильної сексуальності, з поширеною думкою про те, що сексуальність виникає лише в період статевого дозрівання. Фактично, перше сексуальне задоволення, пов'язане з вітальною потребою в харчуванні, представлене смоктанням молока з материнських грудей, при цьому роль ерогенної зони відіграє рот. Пізніше, наприклад, в акті смоктання свого великого пальця руки або іноді великого пальця ноги, дитина починає відчувати перші форми аутоеротизму, починає визначати ерогенні зони свого тіла. У міру дорослішання дитини, і з придбанням контролю над анальним сфінктером, відчувається нове задоволення, пов'язане з випорожненням кишечника. Згодом на перше місце починають виходити статеві органи, а мастурбація стає частою.
Важливим поняттям, введеним Фрейдом, є поняття про поліморфно збочену схильність дітей: оскільки межі, що накладаються соромом, відразою і мораллю, ще не до кінця сформовані, діти здатні до прояву всіляких збочень. Ідентифікуючи матір як свій перший сексуальний об'єкт (Едіпів комплекс), дитина вбачає в батькові «супротивника», побоюючись бути вихолощеною останнім. Так само дівчатка, закохуючись у батька, в постаті матері вбачають антагоніста; крім того, коли вони починають розуміти різницю між статями, дівчатка відчувають себе обділеними пенісом і у них розвивається «заздрість до пеніса». Всі ці аспекти дитячої сексуальності, згідно з психоаналітичними теоріями, мають фундаментальне значення як для нормального розвитку дорослого індивіда, так і для виникнення в майбутньому патологій на кшталт неврозів.

### Трансформації статевого дозрівання
З настанням статевої зрілості відбувається остаточна ідентифікація сексуального об'єкта — особи протилежної статі — та сексуальної мети, що виражається в статевому акті. Ерогенні зони і компоненти інфантильної сексуальності можуть залишатися в межах сексуальної прелюдії, метою якої є підвищення збудження при підготовці до статевого акту, через який розряджається вся сексуальна напруга. Подолання Едіпового комплексу дозволяє відокремитися від сімейного осередку та уможливлює набуття автономії, характерної для дорослого життя.

## Український переклад
- Зигмунд Фройд. Три нариси з теорії сексуальності // Психологія і суспільство. — 2008. — N 4. — С. 45-91
- Зиґмунд Фройд. Психологія сексуальності; пер. укр. Є. В. Тарнавського. — Харків: Фоліо, 2018. — 151 ст.